# Regreso de Carles Puigdemont a España de 2024
El regreso de Carles Puigdemont a España de 2024 se refiere a la aparición de Carles Puigdemont el 8 de agosto de 2024 en el Arco del Triunfo de Barcelona.

## Trasfondo
En abril de 2024 el líder y candidato de Junts+Carles Puigdemont per Catalunya Carles Puigdemont se comprometió públicamente a regresar a España para asistir al debate de investidura fuera cual fuera el resultado de las elecciones autonómicas del 12 de mayo siguiente y anunció que abandonaría la política si no es elegido presidente de la Generalidad. Tras los resultados de las elecciones al Parlamento de Cataluña de 2024 anunció que estaría presente en la investidura de cualquier candidato a la presidencia de la Generalidad, ya fuera él o Salvador Illa.
El 4 de agosto de 2024, luego de que Salvador Illa le comunicara al Presidente del Parlamento de Cataluña Josep Rull que tenía los apoyos suficientes para ser investido presidente, Puigdemont anunció que regresaría a España para la investidura de Illa y acusaría a ERC si lo llegaban a detener antes de poder entrar al Parlamento de Cataluña para ejercer su papel de líder de la oposición y debatir con el candidato socialista.
El día de la investidura de Salvador Illa, Puigdemont convocó a sus seguidores en el Passeig de Lluís Companys, enfrente del Arco del Triunfo de Barcelona, para impedir que se le capturara. A las 9:00 de la mañana, Puigdemont llegó al Arco del Triunfo, donde lo esperaban sus seguidores. El día de la sesión de investidura el diputado Albert Batet solicitó que se suspendiera el pleno indefinidamente, debido a que el secretario general de Junts, Jordi Turull, fue llamado a declarar por presunta "obstrucción a la justicia", ya que Turull apoyó a Carles Puigdemont en su huida de Barcelona unas horas antes. Pero esta petición fue denegada por la mesa con los votos en contra de PSC y ERC. 
Illa pidió durante su discurso en la sesión de investidura que aplicaran la ley de amnistía de España de 2024, aprobada luego del acuerdo político entre el PSOE y Junts per Catalunya.

## Discurso
A la mañana, acompañado del Presidente del Parlamento de Cataluña, Josep Rull, entre otros, Puigdemont recorrió el Passatge de Sant Benet y la calle Trafalgar, antes de llegar hasta el escenario instalado en el Arco del Triunfo, de espaldas a la Avenida Vilanova. Allí, Junts tenía preparado un "recibimiento institucional" en el que se congregaron unas 3000 personas, entre las que se encontraban ciudadanos de a pie, diferentes partidos y plataformas independentistas. Durante el vídeo difundido por redes sociales en donde la comitiva llegaba al escenario, se vio un hombre sin camiseta saliendo de un establecimiento.

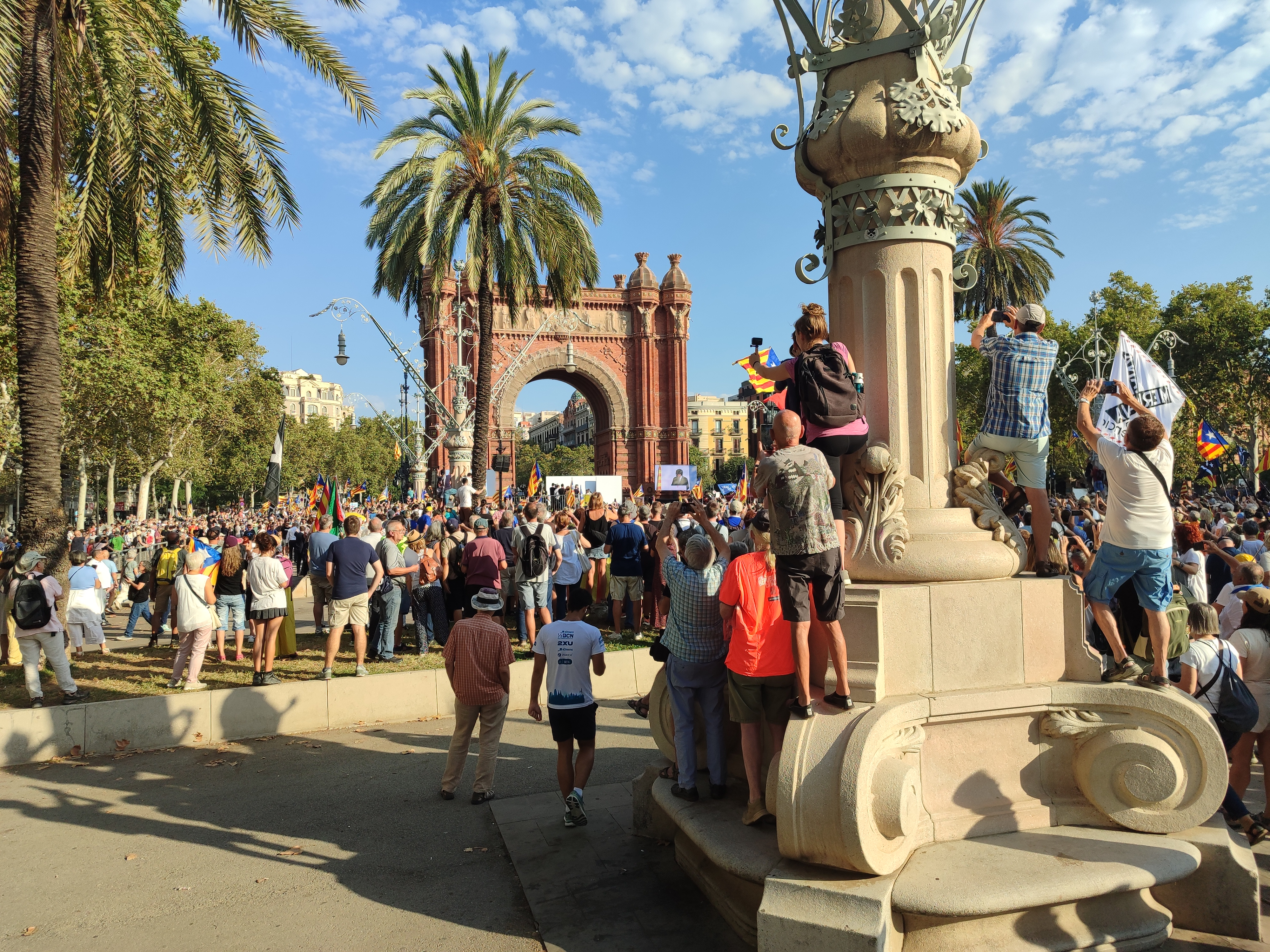
Imagen de la multitud escuchando el discurso de Carles Puigdemont

Enfrente del Arco del Triunfo de Barcelona, y ante centenares de personas, el expresidente de la Generalidad de Cataluña leyó el siguiente discurso:

Muy buenos días. Estimados compatriotas, muy buenos días.

Hace siete años que nos persiguen por querer escuchar la voz del pueblo de Cataluña. Hace siete años que iniciaron una durísima represión que nos ha llevado a la prisión y al exilio, que ha afectado la vida de miles y miles de personas por el hecho de ser independentistas. A veces, solo por el hecho de hablar en catalán. Y han convertido el ser catalán en una cosa sospechosa. En estos siete años, la represión ha causado muchos estragos y los seguirá causando mientras no se ature la politización de la justicia, mientras cuatro jueces manden más que un parlamento, mientras se permita al Partido Popular controlar la sala segunda del Tribunal Supremo por la puerta de atrás y mientras se permita que Vox ejerza de acusación particular por perseguir a disidentes políticos.
Pero, a pesar de sus esfuerzos, a pesar de que han querido hacernos mucho daño, a pesar de que hemos visto su cara de represores, hoy he venido aquí para recordarles que aún estamos aquí, aún estamos aquí. Y aún estamos aquí porque no tenemos derecho a renunciar. ¿Sabéis por qué no tenemos derecho a renunciar? Porque el derecho a la autodeterminación pertenece a los pueblos, a la gente que vive ahí, y, por lo tanto, nadie desde la política tiene derecho a renunciar a un derecho que es colectivo: el derecho del pueblo de Catalunya a decidir libremente su futuro.
Mirad, hoy muchos piensan festejar que yo sea arrestado y pensarán que el escarnio nos y os disuadirán, que para escarmentar vale la pena incumplir incluso una ley aprobada por su parlamento. Pero se equivocan. Y en su error arrastrarán una vez más la credibilidad de la democracia española, aunque sabemos que eso les importa poco. Pero no nos dejemos engatusar, no nos dejemos confundir: ni es, ni era, ni será nunca un delito hacer un referéndum, ni es, ni era, ni será nunca un delito obedecer el mandato del Parlament de Catalunya. El Parlament que ahora está convocado para elegir al President de Catalunya. Y no siempre ha podido elegir sus presidentes con libertad y normalidad democrática.
2,3 millones de personas votaron ahora hará siete años. Respondisteis, respondimos a la pregunta que propuso el gobierno que yo presidía y que fue posible gracias a una ley aprobada, si, por el Parlament de Catalunya. Y de esa victoria, porque fue una victoria, surgió una represión feroz, una represión que ha ido interfiriendo en nuestras vidas y en nuestras instituciones.
La ley de amnistía tenía que servir para devolver a la política lo que no debía haberse ido nunca de la política, pero a unos cuantos señores del Supremo esto ni les gusta ni les conviene. De manera que, en un país donde las leyes de amnistía no amnistían, no nos interesa ser. En un país donde las leyes de amnistía no amnistían tiene un problema de naturaleza democrática.
Mirad, queridos compatriotas. En un rato tenemos una sesión importante, como todas las sesiones que hace el Parlament de Catalunya. Nosotros somos aquellos que si, aceptamos aquello que aprueba nuestro parlamento, nos guste o no. Tenemos que hacer la nuestra. Y en los días difíciles tenemos que apoyarnos y saber preparar nuevas oportunidades, porque las tendremos y nos las ganaremos.

No sé cuándo volveremos a vernos, amigos y amigas, pero pase lo que pase, pase lo que pase, que cuando volvamos a vernos podamos volver a gritar juntos y bien fuerte el grito con el que ahora acabaré mi discurso: Viva Cataluña libre!
Carles Puigdemont

Unas 3500 personas siguieron su discurso.
Luego salió junto a sus seguidores hacia el Parque de la Ciudadela, donde se encuentra el Parlamento de Cataluña, pero en medio de este camino, Carles Puigdemont desapareció de las cámaras y de las FCSE. Esta desaparición hizo que los Mozos de Escuadra activaran la fase 3 de la Operación Jaula.

## Operación Jaula
Tras la huida de Puigdemont, los Mozos de Escuadra activaron la Operación Jaula para buscar a Carles Puigdemont. No fue localizado y la Operación Jaula fue desactivada, ya que con el tiempo transcurrido, podría haber salido de Barcelona. Su abogado, Gonzalo Boye, declaró que Puigdemont "se ha ido a su casa" y que jamás lo capturarían, lo que hacía suponer que ya había salido del territorio español rumbo a Waterloo. Esto se confirmó cuando el secretario general de Junts dio a conocer que el líder de Junts per Catalunya ya se encontraba "fuera del estado español", además de confesar que Puigdemont había estado en Barcelona desde el 6 de agosto sin ser detenido por las Fuerzas y Cuerpos de Seguridad del Estado. Tras la huida del expresidente, dos Mozos de Escuadra fueron capturados por su implicación en la fuga del expresidente.

## Huida
Carles Puigdemont cruzó el 6 de agosto a las 21:30 horas, la frontera de La Junquera, Girona, rumbo a Barcelona y volvió a hacerlo el 8 de agosto a las 22:30 horas camino a Waterloo (Bélgica), su residencia durante los últimos siete años.

## Repercusión
Varios periódicos internacionales cubrieron la noticia, tales como Bild en Alemania, Le Monde en Francia, The Guardian en Inglaterra o The New York Times en Estados Unidos.